# Paweł Ratajewicz
Paweł Ratajewicz (ur. 1818 w Parczewie, zm. 4 czerwca 1885 w Tomaszowie Lubelskim) – polski aktor i reżyser, dyrektor teatrów prowincjonalnych, przedsiębiorca teatralny.

## Wczesne lata
Pochodził z rodziny szlacheckiej (herbu Rękopiór). Uczęszczał do szkół w Bielsku, Pińczowie i Lublinie. Zanim rozpoczął karierę teatralną pracował w sądownictwie.

## Zarządzanie zespołami teatralnymi
Pierwszy zespół teatralny zorganizował w 1843 r. w Płońsku, wspólnie z Wilhelmem Urbanem. Następnie współpracował z Janem Chrzcicielem Okońskim, kierując zespołem występującym w Siedlcach i Krasnymstawie. Od 1844 r. kierował samodzielnie zespołem teatralnym. Był jednym z najbardziej ruchliwych i przedsiębiorczych zarządców teatrów prowincjonalnych. Jego zespół występował w takich miejscowościach, jak: Tomaszów Lubelski, Zwierzyniec, Radzyń, Chełm, Krasnystaw, Konin, Zamość, Hrubieszów, Włodawa, Parczew, Łuków, Żelechów, Garwolin, Puławy, Janów, Płock, Łomża, Suwałki, Kalisz, Sieradz, Łęczyca, Ciechanów, Międzyrzec, Radom, Lublin, Łęczna, Kielce, Solec, Busko, Kobryń, Brześć, Włocławek, Piotrków, Częstochowa, Dąbrowa, Kutno, Ciechanów, Ciechocinek, Mariampol, Kalwaria, Dęblin, Grójec i Staszów. Współpracował również z warszawskimi teatrami ogródkowymi: "Antokol" i "Pod Lipką". Okresowo zawierał współpracę z innymi przedsiębiorcami teatralnymi, np. z Tomaszem Andrzejem Chełchowskim (1857) i Janem Chrzcicielem Okońskim (1867). Repertuar wzorowany był na repertuarze Warszawskich Teatrów Rządowych. Jego zespół był pierwszym, który wystawił Halkę na prowincji.

## Kariera aktorska
Debiutował w zespole Tomasza Andrzeja Chełchowskiego w Lublinie w 1835 r. Był z tym zespołem związany do 1841 r. W kolejnych latach grał w zespołach: Jana Chrzciciela Okońskiego, Kajetana Nowińskiego i Marcelego Trapszy, a także we własnym zespole. Był aktorem komediowym, charakterystycznym. Wystąpił m.in. w rolach: Bartłomieja Wilczura (Szlachectwo duszy), Cześnika (Zemsta), Dratewki (Bankructwo partacza Alojzego Żółkowskiego) i Ignacego (Marcowy kawaler).

## Życie prywatne
Był dwukrotnie żonaty:  z Marianną z Zawistowskich oraz z Amelią Niemczykiewicz. Obie jego żony były aktorkami. Jego synem z pierwszego małżeństwa był aktor i przedsiębiorca teatralny Feliks Ratajewicz.